# Anathallis tigridens
Anathallis tigridens é uma espécie de planta do gênero Anathallis e da família Orchidaceae.

## Taxonomia
A espécie foi descrita em 2010 por Felipe Fajardo V.A. Barberena e Fábio de Barros.
Os seguintes sinônimos já foram catalogados:  
- Pleurothallis tigridens  Loefgr.
- Panmorphia tigridens  (Loefgr.) Luer
- Specklinia tigridens  (Loefgr.) Luer

## Forma de vida
É uma espécie epífita e herbácea.

## Conservação
A espécie faz parte da Lista Vermelha das espécies ameaçadas do estado do Espírito Santo, no sudeste do Brasil. A lista foi publicada em 13 de junho de 2005 por intermédio do decreto estadual nº 1.499-R.

## Distribuição
A espécie é encontrada nos estados brasileiros de Espírito Santo e Rio de Janeiro.
Em termos ecológicos, é encontrada no domínio fitogeográfico de Mata Atlântica, em regiões com vegetação de floresta ombrófila pluvial.